# Pseudopolynomická časová složitost
Pseudopolynomická časová složitost je v teorii složitosti taková časová složitost, která je vzhledem k číselné hodnotě vstupu polynomická, ale fakticky se jedná vzhledem k velikosti vstupu o složitost exponenciální.
Klasickým příkladem jsou algoritmy řešící problémy z teorie čísel, například testy prvočíselnosti. Naivní implementace algoritmu zkusmého dělení se snaží zjistit, zda je zadané přirozené číslo {\displaystyle n} prvočíslem, tak, že postupně zkouší dělit {\displaystyle n} čísly {\displaystyle \left\{2,3,\dots ,n-1\right\}}. Na to potřebuje {\displaystyle n-2} operací dělení, zdálo by se tedy, že se jedná o lineární závislost na vstupu. Ovšem velikostí vstupu není hodnota čísla, ale kolik zabírá místa v paměti počítače, tedy kolik má číslic. Například Mersennovu prvočíslu {\displaystyle 2^{31}-1} stačí k uložení v paměti počítače v obvyklém kódování jen 31 až 32 bitů, ale algoritmus zkusmého dělení by pro jeho prověření potřeboval přes dvě miliardy dělení. Obecně číslo {\displaystyle n} potřebuje k uložení řádově {\displaystyle l=\log _{2}n} bitů, zkusmé dělení tedy provede zhruba {\displaystyle 2^{l}} dělení, což je závislost zjevně exponenciální.
Naproti tomu skutečně polynomickým algoritmem je například sčítání dlouhých čísel, kde školský algoritmus postupuje zprava číslici po číslici (se započítáním přenosu) a jeho časová složitost je tedy lineárně závislá nikoliv na hodnotě čísla, ale na počtu jeho číslic.